# UFC Fight Night: Blaydes vs. Ngannou 2
UFC Fight Night: Blaydes vs. Ngannou 2（ユーエフシー・ファイトナイト：ブレイズ・バーサス・ガヌー・ツー、別名UFC Fight Night 141）は、アメリカ合衆国の総合格闘技団体「UFC」の大会の一つ。2018年11月24日、中国・北京市のキャデラック・アリーナで開催された。

## 大会概要
本大会ではカーティス・ブレイズとフランシス・ガヌーによるヘビー級戦が組まれた。

## 試合結果

### プレリミナリーカード
第1試合 バンタム級 5分3R
○  ルイス・スモルカ vs.  ス・ムダルジ ×
2R 2:07 腕ひしぎ十字固め
第2試合 ミドル級 5分3R
○  ケビン・ホランド vs.  ジョン・フィリップス ×
3R 4:05 リアネイキドチョーク
第3試合 女子ストロー級 5分3R
○  ヤン・シャオナン vs.  近藤朱里 ×
3R終了 判定3-0（30-27、30-27、30-27）
第4試合 バンタム級 5分3R
○  リュウ・ピンユエン vs.  マーティン・デイ ×
3R終了 判定2-1（29-28、28-29、29-28）
第5試合 女子ストロー級 5分3R
○  ジャン・ウェイリー vs.  ジェシカ・アギラー ×
1R 3:41 腕ひしぎ十字固め
第6試合 94.3kg契約 5分3R
○  ラシャド・コールター vs.  フー・ヤオゾン ×
3R終了 判定3-0（29-28、29-28、30-27）
※コールターの体重超過によりライトヘビー級から変更。
第7試合 女子フライ級 5分3R
○  ウー・ヤナン vs.  ローレン・ミューラー ×
1R 4:00 腕ひしぎ十字固め
第8試合 ウェルター級 5分3R
○  アレックス・モロノ vs.  ソン・ケナン ×
3R終了 判定3-0（30-27、30-27、30-27）

### メインカード
第9試合 ウェルター級 5分3R
○  リー・ジンリャン vs.  ダビッド・ザワダ ×
3R 4:07 TKO（右サイドキック→パウンド）
第10試合 バンタム級 5分3R
○  ソン・ヤドン vs.  ヴィンス・モラレス ×
3R終了 判定3-0（30-27、30-27、30-27）
第11試合 ヘビー級 5分3R
○  アリスター・オーフレイム vs.  セルゲイ・パブロビッチ ×
1R 4:21 TKO（パウンド）
第12試合 ヘビー級 5分5R
○  フランシス・ガヌー vs.  カーティス・ブレイズ ×
1R 0:45 TKO（右フック→パウンド）

### 各賞
ファイト・オブ・ザ・ナイト： アレックス・モロノ vs. ソン・ケナン
パフォーマンス・オブ・ザ・ナイト： フランシス・ガヌー、リー・ジンリャン
各選手にはボーナスとして5万ドルが授与された。

### カード変更
負傷などによるカードの変更は以下の通り。